# La Condamine-Châtelard
La Condamine-Châtelard (okzitanisch La Condamina e lo Chastelar) ist eine französische Gemeinde mit 156 Einwohnern (Stand 1. Januar 2022) im Département Alpes-de-Haute-Provence in der Region Provence-Alpes-Côte d’Azur. Sie gehört zum Arrondissement Barcelonnette und zum Kanton Barcelonnette.

## Geographie
Sie grenzt 
- im Norden an Saint-Paul-sur-Ubaye,
- im Osten an Val d’Oronaye,
- im Süden an Jausiers und Faucon-de-Barcelonnette,
- im Südwesten an Saint-Pons,
- im Westen an Les Orres,
- im Nordwesten an Crévoux.

Das Dorf La Condamine befindet sich auf 1305 m im Tal des Flusses Ubaye. 818 Hektar der Gemeindegemarkung sind bewaldet.

## Erhebungen

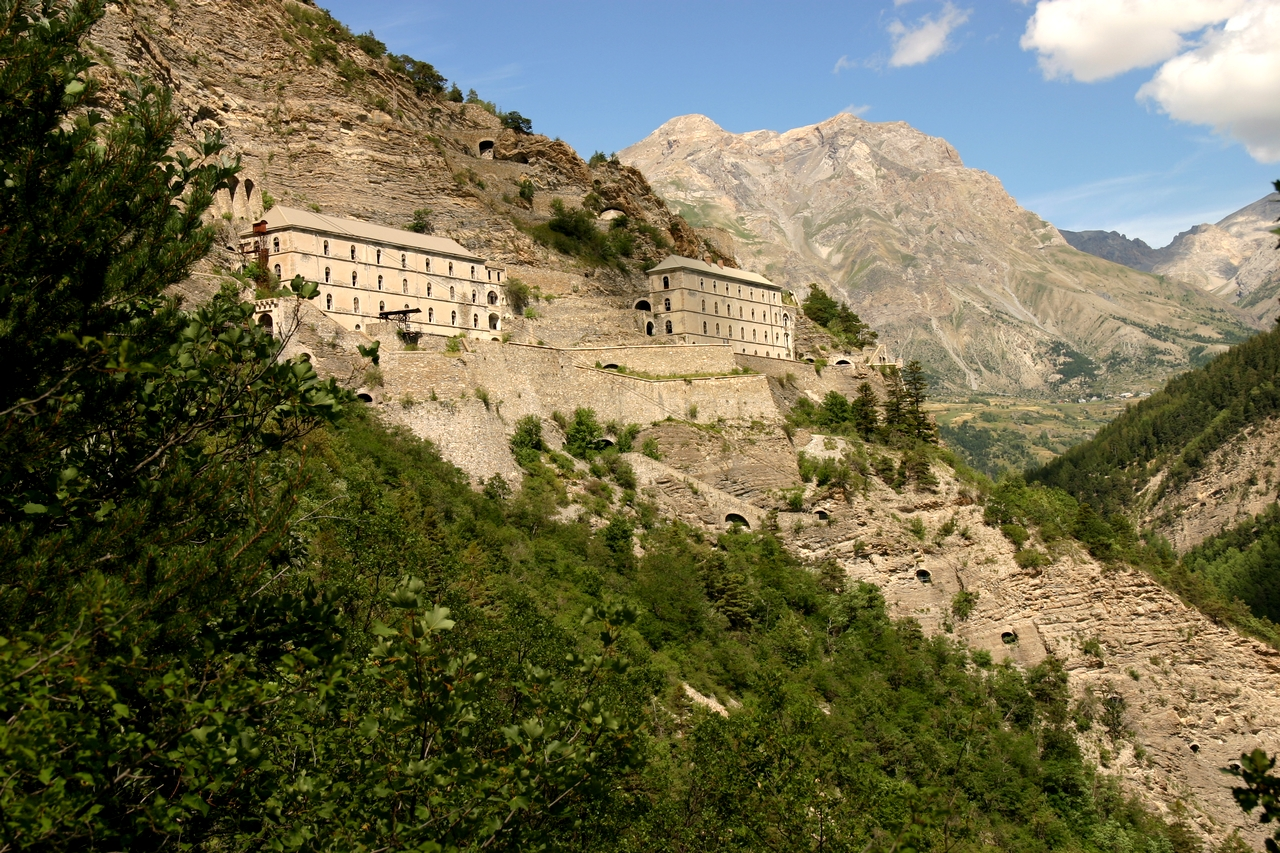
Fort de Tournoux

- Le Grand Bérard, 3048 m
- Col du Parpaillon, 2780 m
- Col de la Pare, 2655 m

## Bevölkerungsentwicklung
| Jahr      | 1962 | 1968 | 1975 | 1982 | 1990 | 1999 | 2008 | 2012 |
| --------- | ---- | ---- | ---- | ---- | ---- | ---- | ---- | ---- |
| Einwohner | 185  | 200  | 195  | 198  | 168  | 166  | 147  | 196  |

## Baudenkmäler
Siehe: Liste der Monuments historiques in La Condamine-Châtelard